# Hebenstretia neglecta
Hebenstretia neglecta är en flenörtsväxtart som beskrevs av H. Roessler. Hebenstretia neglecta ingår i släktet gatörter, och familjen flenörtsväxter. Inga underarter finns listade i Catalogue of Life.